# Chiesa di San Michele Arcangelo (Bitetto)
La chiesa di San Michele Arcangelo, edificata nell'XI secolo, è il monumento principale di Bitetto (Bari) e rappresenta uno degli esempi più puri di romanico pugliese.
I numerosi rifacimenti effettuati nel corso dei secoli hanno portato all'ampliamento dell'edificio: al corpo principale in stile romanico (riedificato nel 1335), infatti, sono state affiancate due cappelle laterali dedicate al Santissimo Sacramento (a destra) e al Purgatorio (a sinistra). Il duomo, inoltre, è ornato da una torre campanaria in stile barocco.
La chiesa fungeva da cattedrale della diocesi di Bitetto, che, nata nell'XI secolo, è esistita fino al 27 giugno 1818, quando, con la bolla De utiliori papa Pio VII, nel programma di riorganizzazione delle diocesi del regno delle Due Sicilie, ne decretò la soppressione e l'annessione all'arcidiocesi di Bari. Dal 1968, tuttavia, la diocesi è sede titolare.
Attualmente l'edificio è sede della parrocchia di San Michele Arcangelo.

## Storia
Secondo fonti storiche la diocesi e la sua cattedrale sono sorte in un lasso di tempo compreso tra il 1026 e il 1089. L'aspetto attuale, tuttavia, è dovuto a una riedificazione del 1335, voluta dal vescovo Giacomo Bonocore ed eseguita da mastro Lillo da Barletta, come riportato sull'architrave del portale principale. La costruzione fu agevolata dal re di Napoli Roberto d'Angiò, che nel 1333 concesse all'universitas Bitecti la facoltà di imporre dazi pro aedificatione Bitecti ecclesiae (per la costruzione della chiesa di Bitetto).
Notevoli modifiche furono effettuate nel XVI secolo, con dei lavori di restauro e la costruzione della cappella del Purgatorio nel 1534, per volere del cardinale Giovanni Salviati, e della cappella del Santissimo Sacramento nel 1540, su commissione del vescovo Ludovico Seristori. Queste trasformazioni resero necessaria una riconsacrazione: il 10 ottobre 1613 il duomo, già consacrato in onore di Maria Assunta, fu dedicato all'arcangelo Michele, patrono di Bitetto.
Nel 1774 fu eretto il campanile barocco ad opera del Sacro Monte del Purgatorio.

## Esterno
La facciata principale, volta a occidente, è a salienti, decorata con una cornice a scacchiera che sormonta, nella cimasa, una serie di archetti ciechi; il rosone è coronato da un elegante archivolto a larghe foglie d'acanto, poggiante sue due colonnine pensili e sormontato da un'aquila simbolo del potere regio. Sulla facciata, in corrispondenza delle navate, sono poste tre bifore a tutto sesto, poggianti su una cornice che separa in due parti la fascia centrale della facciata. Nella facciata si impostano tre portali, descritti da archi a sesto acuto, tipici dell'architettura gotica.

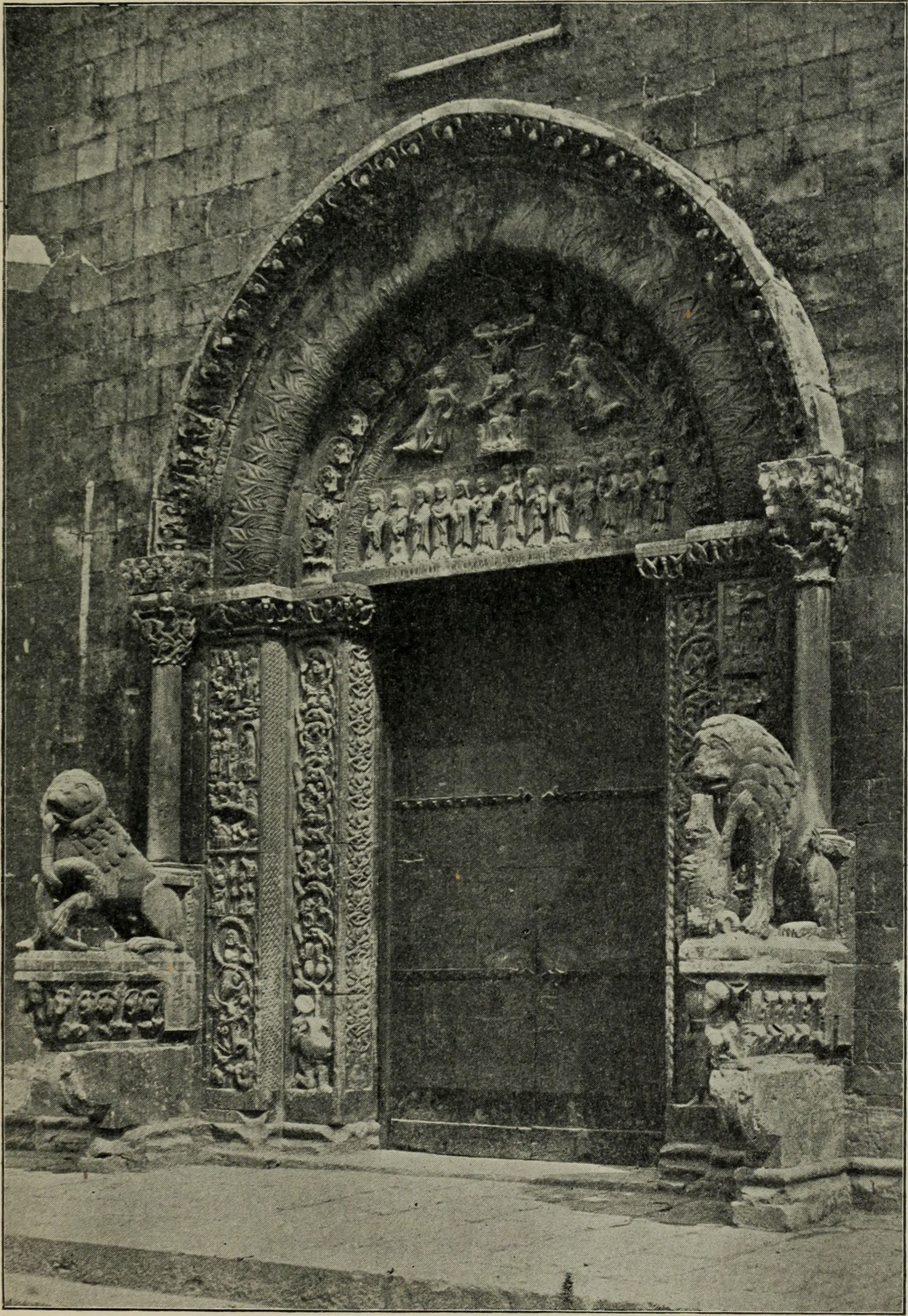
Portale principale della chiesa di San Michele Arcangelo

Quello centrale presenta ai lati due leoni stilofori: quello di sinistra lotta contro un serpente, simbolo del male; quello di destra sembra alitare su un cucciolo, ridandogli la vita; sulla schiena di entrambi poggia una colonnina dal capitello traforato con intrecci di vimini, che sostiene un pulvino anch'esso traforato. Sui due pulvini si innesta l'archivolto appena aggettato, adorno di foglie d'acanto spinoso. La modanatura sottostante, modulata da lievi foglie stilizzate, accentua l'ombra che si addensa nell'ordine superiore con un effetto chiaroscurale. Una terza fascia, più piccola della precedente e decorata anch'essa da foglie di acanto accartocciate, crea tratto d'ombra che evidenzia la lunetta. In quest'ultima prosegue la narrazione sacra, cominciata già negli stipiti esterni con le scene della vita di Cristo. Nella lunetta, invece, è rappresentato Cristo tra i dodici apostoli e, in alto, la Madonna in trono fra gli angeli. Sugli stipiti interni è rappresentato l'Albero del Male, che si diparte da due anfore (quella di sinistra sorretta da una figura in ginocchio, quella di destra da una figura più piccola in piedi) e nei cui tralci si vanno a posizionare figure zoomorfe.
Il campanile, eretto nel 1774, è posto ad ovest e addossato sul fianco sinistro della facciata principale. Esso ha una pianta quadrangolare e un'altezza complessiva di 43 metri. Cornici marcapiano separano i tre ordini della torre campanaria, su cui si aprono semplici monofore a tutto sesto. Il campanile termina con una guglia sormontata da una croce poggiante su una base sferica.

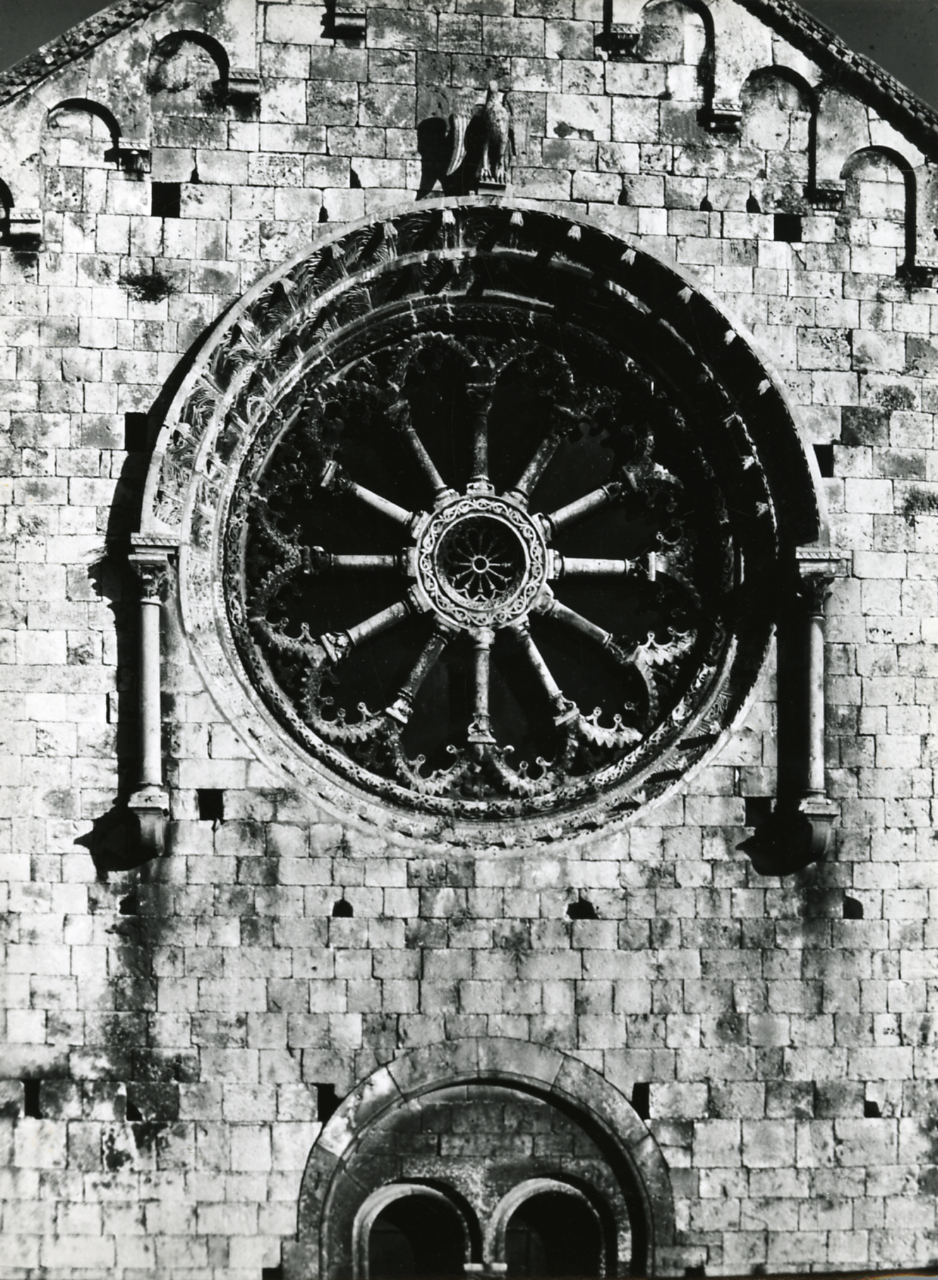
Dettaglio del rosone. Foto di Paolo Monti, 1970
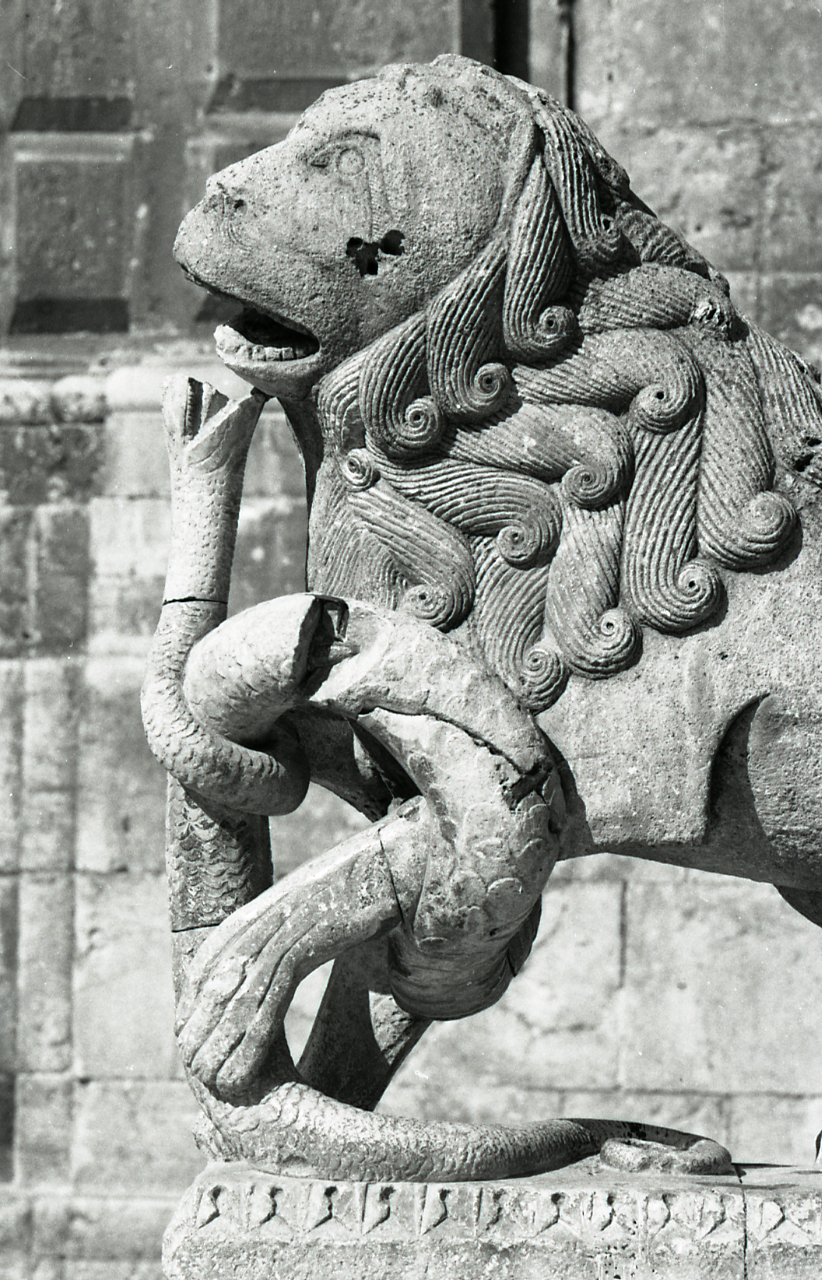
Particolare di uno dei leoni stiolofori. Foto di Paolo Monti, 1970

## Interno
La costruzione presenta una pianta a croce latina commissa. Il corpo longitudinale è diviso in tre navate, di cui la centrale è più larga rispetto alle due laterali. Le navate sono separate da muri mediani divisi in tre piani: arcate a doppia ghiera sorrette da pilastri nella parte inferiore, falsi matronei nella fascia mediana e monofore in prossimità dell'attacco del muro con il soffitto a capriate.

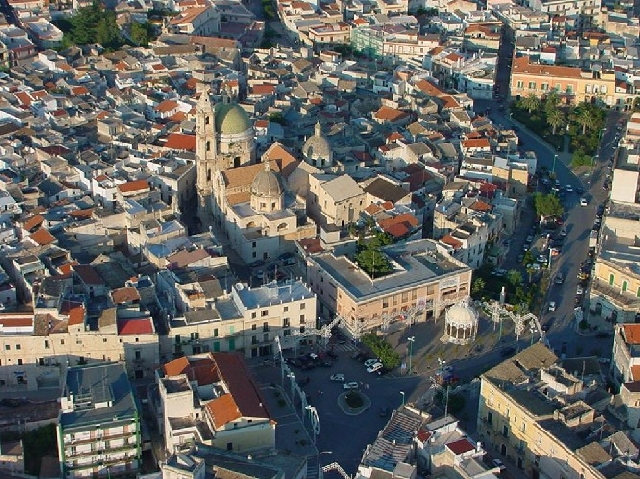
Vista dall'alto di Bitetto

A sinistra del corpo longitudinale è posta la cappella del Purgatorio, edificata nel 1534 per volere del cardinale Giovanni Salviati, costituita da un vano ovale in cui sono collocati tre altari e messa in comunicazione con le navate tramite un cancello di ferro battuto. Essa è coperta da un immenso cupolone maiolicato, poggiante su un tamburo, che ha una dimensione di poco inferiore a quella dello stesso corpo longitudinale.
A destra è collocata la cappella del Santissimo Sacramento, costruita nel 1540 grazie al vescovo Luigi Seristori: essa presenta una pianta a croce greca, con il vano centrale, quadrangolare, coperto da una cupola poggiante su un tamburo e il braccio comunicante con le navate così ristretto da essere ridotto a un passetto; i restanti bracci sono coperti da volte a botte e accolgono tre diversi altari.
Il transetto è separato dalle navate da una scalinata e da un'iconostasi; esso termina con tre absidi, che esternamente risultano nascoste da un paramento murario rettilineo. Quella centrale, dove è posto il presbiterio, è stata tuttavia sostituita da una cupola e risulta sollevata di circa due metri, grazie ad una scalinata.